# Ricardo Salampessy
Ricardo Salampessy (sinh ngày 18 tháng 2 năm 1984) là một cầu thủ bóng đá người Indonesia. Anh thường thi đấu ở vị trí hậu vệ và vào ngày 1 tháng 1 năm 2015, anh ký hợp đồng lại với Persipura Jayapura.
Sinh ra ở Ambon, Maluku, anh từng thi đấu cho Đội tuyển bóng đá quốc gia Indonesia. Anh có màn ra mắt cho đội tuyển quốc gia tại Merdeka Tournament 2006 khi Indonesia hòa 1-1 với Malaysia ngày 23 tháng 8 năm 2006.  Tại Asian Cup 2007 anh thi đấu 3 trận khi Indonesia thắng 2-1 trước Bahrain, thua 1-2 trước Ả Rập Xê Út, và Indonesia thua 0-1 trưóc Hàn Quốc tại Bảng D ở Jakarta. Năm 2004, anh thi đấu cho đội bóng đá Papua tại PON ở South Sumatra.

## Sự nghiệp quốc tế
Năm 2007, anh đại diện U-23 Indonesia, ở Đại hội Thể thao Đông Nam Á 2007.

## Bàn thắng quốc tế
| # | Thời gian           | Địa điểm                                             | Đối thủ | Bàn thắng | Kết quả | Giải đấu |
| - | ------------------- | ---------------------------------------------------- | ------- | --------- | ------- | -------- |
| 1 | 14 tháng 7 năm 2014 | Sân vận động Saoud bin Abdulrahman, Al Wakrah, Qatar | Qatar   | 1–0       | 2–2     | Giao hữu |

## Danh hiệu

### Câu lạc bộ
Persipura Jayapura
Vô địch
- Indonesia Super League (2): 2008–09, 2010–11
- Indonesian Community Shield: 2009
- Indonesian Inter Island Cup: 2011

### Cá nhân
- Cầu thủ xuất sắc nhất Hạng nhất: 2005